# اللغة الليفونية
اللغة الليفونية (ذاتيا: līvõ kēļ ليفو كيل أصد: ‎[ˈli:və ˈke:ʎˈ]‏ أو rāndakēļ رانداكيل أصد: ‎[ˈrɑ:ndɑˈke:ʎˈ]‏، باللاتفية: Lībiešu valoda ليبييشو فالودا أو līvu valoda ليفو فالودا، بالإستونية: Liivi keel ليفي كيل، بالفنلندية: Liivi ليفي أو Liivin kieli ليفن كييلي) هي لغة فينية بلطيقية ضمن اللغات الأورالية قريبة الصلة باللغة الإستونية، انقرضت كلغة أولى بوفاة آخر متكلم بها يوم 4 يونيو 2013، وما زال هناك ما بين 200 و400 شخص يتكلمونها كلغة ثانية في إقليم ساحل ليفونيا شمال غرب لاتفيا ويسعون للمحافظة عليها وإحيائها بين فترة وأخرى.

## الألفباء
تحتوي اللغة الليفونية على 39 حرفا هي عموما خليط من أحرف اللغتين الإستونية واللاتفية وتقرأ هذه الأحرف إجمالا كما في كلا اللغتين:
A/a, Ā/ā, Ä/ä, Ǟ/ǟ, B/b, D/d, Ḑ/ḑ, E/e, Ē/ē, F/f, G/g, H/h, I/i, Ī/ī, J/j, K/k, L/l, Ļ/ļ, M/m, N/n, Ņ/ņ, O/o, Ō/ō, Ȯ/ȯ, Ȱ/ȱ, Õ/õ, Ȭ/ȭ, P/p, R/r, Ŗ/ŗ, S/s, Š/š, T/t, Ț/ț, U/u, Ū/ū, V/v, Z/z, Ž/ž

## صواتة

### أحرف مصوتة
يوجد في اللغة الليفونية 8 أحرف مصوتة:
|          | أمامي | مركزي | خلفي  |
| -------- | ----- | ----- | ----- |
| مغلق     | i ‎/i/‏ | õ ‎/ɨ/‏ | u ‎/u/‏ |
| شبه مغلق |       |       | ȯ ‎/ʊ/‏ |
| متوسط    | e ‎/ɛ/‏ | ‎[ə]‏1  | o ‎/o/‏ |
| مفتوح    | ä ‎/æ/‏ |       | a ‎/ɑ/‏ |

1. في حالة عدم النبر (إبراز الصوت)، فإن الحرف õ ينطق ‎[ə]‏.

تنقسم الأحرف المصوتة في ألفباء اللغة الليفونية إلى أحرف مصوتة قصيرة وأخرى طويلة، حيث يتميز الحرف المصوت الطويل بوجود علامة المكرون (" ˉ ") فوق الحرف، فعلى سبيل المثال الحرف القصير a الذي ينطق [ɑ] يقابله الحرف الطويل ā وينطق [ɑ:].

### أحرف صامتة
يوجد في اللغة الليفونية 23 حرفا صامتا:
|         |        | شفوي  | أسناني | غاري   | طبقي  | حنجري |
| ------- | ------ | ----- | ------ | ------ | ----- | ----- |
| أنفي    | أنفي   | m ‎/m/‏ | n ‎/n/‏  | ņ ‎/ɲ/‏  | ‎[ŋ]‏1  |       |
| انفجاري | مهموس  | p ‎/p/‏ | t ‎/t̪/‏  | ț ‎/c/‏  | k ‎/k/‏ |       |
| انفجاري | مجهور  | b ‎/b/‏ | d ‎/d̪/‏  | ḑ ‎/ɟ/‏  | g ‎/ɡ/‏ |       |
| احتكاكي | مهموس  | f ‎/f/‏ | s ‎/s/‏  | š ‎/ʃ/‏  |       | h ‎/h/‏ |
| احتكاكي | مجهور  | v ‎/v/‏ | z ‎/z/‏  | ž ‎/ʒ/‏  |       |       |
| تكراري  | تكراري |       | r ‎/r/‏  | ŗ ‎/rʲ/‏ |       |       |
| تقاربي  | مركزي  |       |        | j ‎/j/‏  |       |       |
| تقاربي  | جانبي  |       | l ‎/l/‏  | ļ ‎/ʎ/‏  |       |       |

1. قبل الحرفين الصامتين k و g ينطق الحرف n هكذا [ŋ]

## ألفاظ وتعابير
- مرحبا! – Tēriņtš!
- استمتع بوجبتك! - Jõvvõ sīemnaigõ!
- صباح الخير! - Jõvā ūomõg! / Jõvvõ ūomõgt!
- يوم سعيد! - Jõvā pǟva! / Jõvvõ päuvõ!
- شكرا لك! - Tienū!
- عام جديد سعيد! - Vȯndzist Ūdāigastõ!
- يموت - kȭlmä
- واحد – ikš
- اثنان – kakš
- ثلاثة – kuolm
- أربعة – nēļa
- خمسة – vīž
- ستة – kūž
- سبعة – seis
- ثمانية – kōdõks
- تسعة – īdõks
- عشرة – kim

## تاريخ
- عام 1200 كان عدد المتكلمين باللغة الليفونية نحو 30,000 شخص (شيتسونغ فاري 1966)، وفي نفس القرن وقع الغزو الجرماني الذي قاده كل من فرسان التيوتون وإخوة السيف الليفونيين، وتأسست أسقفية ريغا في لاتفيا.
- عام 1522 وصلت حركة الإصلاح البروتستانتي إلى ليفونيا.
- عام 1558 نشبت حرب ليفونيا بين مملكة السويد التي كانت تحكم ليفونيا (في عهد الملك شارل العاشر) وبين تحالف ضم روسيا القيصرية (القيصر بطرس الأكبر) ودوقية بولندا-ليتوانيا ومملكة الدنمارك، وأسفرت الحرب عن انتقال ليفونيا إلى السيادة الروسية.
- عام 1721 تم التوقيع على معاهدة نوستاد التي ثبتت سيطرة روسيا على ليفونيا.
- عام 1852 كان عدد المتكلمين باللغة الليفونية قد تقلص نتيجة الحروب والأحداث التي مرت بها البلاد ليصبح 2,394 شخصا (أريستى 1981)
- عام 1918 وبعد الحرب العالمية الأولى تأسست دولة لاتفيا، وعادت اللغة الليفونية إلى الازدهار والتكاثر.
- بعد الحرب العالمية الثانية واستيلاء الاتحاد السوفيتي على لاتفيا تم تهميش اللغة الليفونية إلى حد كبير.

## الانقراض
قالت صحيفة (إيستي بايفاليهت Eesti Päevaleht) اليومية الإستونية إن آخر متكلم باللغة الليفونية كلغة أولى كان (فيكتورس برتهولدس Viktors Bertholds) الذي توفي يوم 28 فبراير 2009 عن 87 عاما، غير أن صحيفة التايمز البريطانية نشرت تقريرا مفاده أن إحدى قريبات فيكتورس المدعوة (غريزيلدا كريستينيا Grizelda Kristiņa) التي توفيت في كندا يوم 4 يونيو 2013 عن 103 أعوام كانت تتحدث هذه اللغة كلغة أولى وبالتالي فهي آخر متكلم بها، وكانت لها مساع حثيثة للحفاظ على اللغة وإحيائها عبر تأليف بعض المعاجم والقواميس، علما أنها هاجرت إلى كندا مع زوجها عام 1944 هربا من جحيم الحرب العالمية الثانية.
وممن وافاهم الأجل من أواخر الليفونيين في مطلع هذا القرن عرفت (بولين كلافين Poulin Klavin) المتوفاة عام 2001 عن 83 عاما وحافظت على الكثير من التقاليد والعادات الليفونية وهي آخر ليفوني توفي داخل ساحل ليفونيا، و(إدغار فالغاما Edgar Vaalgamaa) المتوفى عام 2003 عن 81 عاما في فنلندا وهو عالم دين بروتستانتي لوثري ترجم العهد الجديد إلى اللغة الليفونية ونقل الكثير من العادات والموروثات الثقافية الليفونية إلى دول بحر البلطيق خصوصا فنلندا والسويد.